# Bioramix
Bioramix is een kevergeslacht uit de familie zwartlijven (Tenebrionidae). De wetenschappelijke naam van het geslacht  werd voor het eerst geldig gepubliceerd in 1879 door Bates.

## Soorten
- Ondergeslacht Cardiobioramix Kaszab, 1940 
  - Bioramix (Cardiobioramix) tshartymensis L. Egorov, 1990
  - Bioramix (Cardiobioramix) haafi (Kaszab, 1960)
  - Bioramix (Cardiobioramix) bechynei (Kaszab, 1960)
  - Bioramix (Cardiobioramix) kulzeri (Kaszab, 1960)
  - Bioramix (Cardiobioramix) wittmeri L. Egorov, 1990
  - Bioramix (Cardiobioramix) dubiosa (Kaszab, 1940)
  - Bioramix (Cardiobioramix) blairi (Kaszab, 1940)
  - Bioramix (Cardiobioramix) fairmairei (Kaszab, 1940)
  - Bioramix (Cardiobioramix) zabriformis Fairmaire, 1896)
  - Bioramix (Cardiobioramix) gridelli (Kaszab, 1940)
  - Bioramix (Cardiobioramix) schusteri (Kaszab, 1940)
  - Bioramix (Cardiobioramix) ovata (Kaszab, 1940)
  - Bioramix (Cardiobioramix) sikkimensis (Kaszab, 1940)
  - Bioramix (Cardiobioramix) asidioides Bates, 1879
    - = Botiras punctatellus Fairmaire, 1891

  - Bioramix (Cardiobioramix) punjabensis L. Egorov, 1990
    - = Platynoscelis championi Kaszab, 1940; non Reitter, 1891

  - Bioramix (Cardiobioramix) szetschuana (Kaszab, 1940)
  - Bioramix (Cardiobioramix) subaenescens (Schuster, 1940)
  - Bioramix (Cardiobioramix) korschefskyi (Kaszab, 1940)
  - Bioramix (Cardiobioramix) chinensis (Kaszab, 1940)
  - Bioramix (Cardiobioramix) championi (Reitter, 1891)
    - = Helops subaeneus Reitter, 1889 non Baudi, 1876
- Ondergeslacht Bioramix Bates, 1879
  - Bioramix (Bioramix) freudei (Kaszab, 1970)
  - Bioramix (Bioramix) klapperichi (Kaszab, 1960)
  - Bioramix (Bioramix) paghmanica (Kaszab, 1960)
  - Bioramix (Bioramix) stoeckleini (Kaszab, 1960)
  - Bioramix (Bioramix) rotundicollis (Kaszab, 1940)
  - Bioramix (Bioramix) kashmirensis (Kaszab, 1940)
  - Bioramix (Bioramix) glacialis (Kaszab, 1975)
  - Bioramix (Bioramix) laeviuscula (Fairmaire, 1891)
    - = Platynoscelis himalajensis Kaszab, 1940

  - Bioramix (Bioramix) puncticeps Bates, 1879
    - = Platynoscelis princes Bogatshev, 1952

  - Bioramix (Bioramix) ovalis Bates, 1879
  - Bioramix (Bioramix) espanoli (Kaszab, 1961)
- Ondergeslacht Leipopleura Seidlitz, 1893
  - Bioramix (Leipopleura) darbukensis (Kaszab, 1940)
  - Bioramix (Leipopleura) rufipalpis (Reitter, 1887)
  - Bioramix (Leipopleura) aenescens (Blair, 1923)
  - Bioramix (Leipopleura) reinigi (Kaszab, 1940)
    - = Platynoscelis tibetana Kaszab, 1940

  - Bioramix (Leipopleura) cryptocoides (Reitter, 1887)
  - Bioramix (Leipopleura) frivaldszkyi (Kaszab, 1940)
  - Bioramix (Leipopleura) rubripes (Reitter, 1889)
  - Bioramix (Leipopleura) kochi (Kaszab, 1940)
  - Bioramix (Leipopleura) picipes (Gebler, 1940)
    - = Platyscelis angustatus Faldermann, 1835
    - = Platyscelis reitteri Seidlitz, 1893

  - Bioramix (Leipopleura) politicollis (Kaszab, 1940)
  - Bioramix (Leipopleura) integra (Reitter, 1887)
  - Bioramix (Leipopleura) micans (Reitter, 1889)
    - = Faustia siningensis Frivaldsky, 1889
- Ondergeslacht Cardiochianalus Kaszab, 1940.
  - Bioramix (Cardiochianalus) cordicollis (Kaszab, 1940)
  - Bioramix (Cardiochianalus) batesi (Kaszab, 1940)
  - Bioramix (Cardiochianalus) sculptipennis (Fairmaire, 1891)
    - = Tagonoides somerssmithi Fairmaire, 1896

  - Bioramix (Cardiochianalus) schawalleri L. Egorov
- Ondergeslacht Chianalus Bates, 1879
  - Bioramix (Chianalus) costipennis (Bates, 1879)
    - = Chianalus costipennis Bates, 1879

  - Bioramix (Chianalus) striatella (Fairmaire, 1891)
    - = Chianalus subcostipennis Gridelli, 1934

  - Bioramix (Chianalus) falsa (Kaszab, 1961)
- Ondergeslacht Trichochianalus Kaszab, 1940
  - Bioramix (Trichochianalus) monticola (Kaszab, 1940)
    - = Platynoscelis monticola Kaszab, 1940
- Ondergeslacht Trichoplatyscelis Reinig, 1931 
  - Bioramix (Trichoplatyscelis) lapidicola (Kaszab, 1940)
    - = Trichoplatyscelis pamirensis Reinig, 1931
    - = Platynoscelis tadzhika Bogatshev, 1947
    - Platynoscelis  badakschanica Kaszab, 1960

  - Bioramix (Trichoplatyscelis) paludani
- Ondergeslacht Nudoplatyscelis Kaszab, 1940
  - Bioramix (Nudoplatyscelis) turanica (Reitter, 1896)
  - Bioramix (Nudoplatyscelis) kaszabi (Gridelli, 1954)
    - Platynoscelis ghorana Kaszab, 1974
- Ondergeslacht Platynoscelis Kraatz, 1882
  - Bioramix (Platynoscelis) helopioides (Kraatz, 1882)
    - =  Platynoscelis helopioides Kraatz, 1882

  - Bioramix (Platynoscelis) gigantea (Kaszab, 1974)
  - Bioramix (Platynoscelis) kabakovi L. Egorov, 1990
  - Bioramix (Platynoscelis) haarlovi (Kaszab, 1958)
  - Bioramix (Platynoscelis) afghanistana (Gridelli, 1954)
  - Bioramix (Platynoscelis) lindbergi (Kaszab, 1973)
    - = Trychomyatis afghanistana; non Gridelli, 1954

  - Bioramix (Platynoscelis) tuxeni (Gridelli, 1954)
  - Bioramix (Platynoscelis) graciliodes (Kaszab, 1970)
  - Bioramix (Platynoscelis) kapisensis L. Egorov, 1990
  - Bioramix (Platynoscelis) delerei (Kaszab, 1960)
  - Bioramix (Platynoscelis) gracilipenis (Kaszab, 1960)
  - Bioramix (Platynoscelis) cylindricollis L. Egorov, 1990
  - Bioramix (Platynoscelis) oruzganensis L. Egorov, 1990
  - Bioramix (Platynoscelis) rufipes (Kaszab, 1940)
  - Bioramix (Platynoscelis) gracilis (Seidlitz, 1893)
  - Bioramix (Platynoscelis) granulipennis (Kaszab, 1960)
  - Bioramix (Platynoscelis) gazni L. Egorov, 1990
  - Bioramix (Platynoscelis) scheerpeltzi (Kaszab, 1960)
  - Bioramix (Platynoscelis) sistensis L. Egorov, 1990
  - Bioramix (Platynoscelis) setosa L. Egorov, 1990
  - Bioramix (Platynoscelis) bogatschevi (Kaszab, 1970)
    - = Platynoscelis rotundicollis Kaszab, 1960; non Kaszab, 1940

  - Bioramix (Platynoscelis) lucida (Gridelli, 1954)
  - Bioramix (Platynoscelis) merkli L. Egorov, 1990
  - Bioramix (Platynoscelis) afghanica Schuster, 1936
  - Bioramix (Platynoscelis) waziristanica (Kaszab, 1940)
    - = Platynoscelis paktiana Kaszab, 1974

  - Bioramix (Platynoscelis) parvula L. Egorov, 1990
  - Bioramix (Platynoscelis) montana (Kaszab, 1960)
    - = Platynoscelis subalpestris Kaszab, 1973

  - Bioramix (Platynoscelis) gurjevae L. Egorov, 1990.
  - Bioramix (Platynoscelis) shugnanensis L. Egorov, 1990.
  - Bioramix (Platynoscelis) cylindrica (Kaszab, 1960)
  - Bioramix (Platynoscelis) rectangularis (Kaszab, 1960)
  - Bioramix (Platynoscelis) hirtipennis (Kaszab, 1960)
  - Bioramix (Platynoscelis) ovipennis (Kaszab, 1960)
- Ondergeslacht Tricholeipopleura Kaszab, 1940
  - Bioramix (Tricholeipopleura) lucidicollis (Kraatz, 1882)
    - = Platynoscelis lucidicollis Kraatz, 1882

  - Bioramix (Tricholeipopleura) constricta (Seidlitz, 1893)
  - Bioramix (Tricholeipopleura) psalidium (Seidlitz, 1893)
  - Bioramix (Tricholeipopleura) horni (Kaszab, 1940)
  - Bioramix (Tricholeipopleura) szekessyi (Kaszab, 1938)
  - Bioramix (Tricholeipopleura) sinuatocollis (Reitter, 1901)
- Ondergeslacht Planoplatyscelis Kaszab, 1940
  - Bioramix (Planoplatyscelis) conradti (Seidlitz, 1893)
    - = Platynoscelis pseudohelops Bogatshev, 1947

  - Bioramix (Planoplatyscelis) faldermanni (Seidlitz, 1893)
    - = Platynoscelis auliensis Kaszab, 1940
    - = Platynoscelis duplicata Kaszab, 1940
    - = Platynoscelis blaptiformis Bogatshev, 1946

  - Bioramix (Planoplatyscelis) aruktavica L. Egorov, 1990
  - Bioramix (Planoplatyscelis) haberhaueri (Seidlitz, 1893)
    - = Platynoscelis humeralis Reitter, 1896

  - Bioramix (Planoplatyscelis) andreevae L. Egorov, 1990
  - Bioramix (Planoplatyscelis) lederi (Seidlitz, 1893)
  - Bioramix (Planoplatyscelis) latipennis (Kaszab, 1940)
  - Bioramix (Planoplatyscelis) pamirensis Bates, 1879
    - = Platyscelis margelanica Kraatz, 1882
    - = Platyscelis rotundangula Kraatz, 1883
    - = Platyscelis difficilis Kraatz, 1883
    - = Platyscelis simplex Kraatz, 1883
    - = Platyscelis latipes Kraatz, 1883
    - = Platyscelis caroli Kaszab, 1940
    - = Bioramix pamirensis Bates, 1879

  - Bioramix (Planoplatyscelis) caraboides (Kaszab, 1960)
- Ondergeslacht Faustia Kraatz, 1882
  - Bioramix (Faustia) modesta (Kraatz, 1882)
    - = Faustia modesta Kraatz, 1882

  - Bioramix (Faustia) lopatini L. Egorov, 1990
- Ondergeslacht Ovalobioramix L. Egorov
  - Bioramix (Ovalobioramix) molesta (Bogatshev, 1947)
    - = Platynoscelis molesta Bogatshev, 1947

  - Bioramix (Ovalobioramix) hissarica L. Egorov, 1992
  - Bioramix (Ovalobioramix) gebieni (Kaszab, 1940)